# Mongala (Fluss)
Der Mongala-Fluss (Swahili: Mto Mongala, auch: Mongalla) ist ein Fluss im Norden der Demokratischen Republik Kongo und ein rechter Nebenfluss des Kongo-Flusses.

## Verlauf
Der Mongala-Fluss ist 285 Kilometer lang, bzw. 510 Kilometer, wenn der Ebola miteinbezogen wird. Er entsteht durch den Zusammenfluss der Flüsse Dwa und Ebola in der Provinz Nord-Ubangi oberhalb von Businga. Er fließt nach Südwesten und dann nach Süden, vorbei an Likimi auf seinem rechten Ufer, dann biegt er ab, um nach Westen an Binga auf seinem linken Ufer vorbei zu fließen, und dann nach Südwesten bis zu seiner Mündung in das rechte Ufer des Kongo-Flusses bei Mobeka. Auf dem größten Teil seines Verlaufs bildet er die westliche Grenze zwischen den Provinzen Mongala und Sud-Ubangi. In der Nähe seiner Mündung verläuft der letzte kurze Abschnitt zwischen Mongala und der Provinz Équateur.

## Geschichte
Der belgische Soldat und Forschungsreisende Ernest Baert unternahm trotz der Feindseligkeit der Einheimischen zwei Erkundungen des Mongala-Flusses mit dem Dampfschiff A.I.A. Er verließ Bangala am 23. November 1886 und fuhr den Mongala hinauf bis zu dem Punkt, den seine Vorgänger George Grenfell und Camille-Aimé Coquilhat erreicht hatten. Die lokale Bevölkerung wurde im Verlauf der Expedition immer feindseliger und griff sie mehrmals an. Er erreichte Mongwandi (Businga), dann den Zusammenfluss von Ebola und Dwa am 1. Dezember 1886 und gründete eine Station in Moboika, bevor er nach Bangalas zurückkehrte. Er hatte gezeigt, dass der Mongala als Route genutzt werden konnte, um die Flüsse Ubangi und Uelle zu erreichen.